# Henri Nielsen
Carl Henri Nielsen (ur. 1879) – duński zapaśnik walczący w stylu klasycznym. Olimpijczyk z Londynu 1908, gdzie zajął siedemnaste miejsce w półciężkiej.
Czwarty na mistrzostwach Europy w 1907 i szósty w 1909 roku.

## Letnie Igrzyska Olimpijskie 1908
| Konkurencja          | Rundy eliminacyjne   | Klas. końcowa |
| Konkurencja          | 1/16                 | Miejsce       |
| -------------------- | -------------------- | ------------- |
| 93 kg styl klasyczny | Yrjö Saarela (FIN) P | 17.           |